# ローマ近郊鉄道
ローマ近郊鉄道（ローマきんこうてつどう、Servizi ferroviari suburbani di Roma または Linee suburbane Trenitalia）は、イタリア・ローマの近郊鉄道路線網のこと。トレニタリア（Trenitalia、イタリア鉄道）が運行している。2015年現在、FL1線からFL8線までの8路線が運行されている。2012年までは近郊鉄道路線（イタリア語: Ferrovie Regionali）の略の『FR1 - FR8』の路線名が用いられていたが、2012年からはラツィオ州鉄道路線（イタリア語: Ferrovie Laziali）の略の『FL1 - FL8』の路線名が用いられている。時刻表や駅の電光掲示板では、単に『Regional』や『Regio』、『R12345』（12345は列車番号の例）のように表示され、『FL』と表記されることは稀である。

## 路線
ローマ近郊鉄道FL1線
オルテ - ローマ - フィウミチーノ空港
 ローマ近郊鉄道FL2線
ローマ・ティブルティーナ駅 - ティヴォリ
 ローマ近郊鉄道FL3線
ローマ・オスティエンセ駅 - ヴィテルボ
 ローマ近郊鉄道FL4線
ローマ・テルミニ駅 - ヴェッレトリ／アルバーノ・ラツィアーレ／フラスカーティ
 ローマ近郊鉄道FL5線
ローマ・テルミニ駅 - チヴィタヴェッキア
 ローマ近郊鉄道FL6線
ローマ・テルミニ駅 - カッシーノ
 ローマ近郊鉄道FL7線
ローマ・テルミニ駅 - ミントゥルノ＝スカウリ
 ローマ近郊鉄道FL8線
ローマ・テルミニ駅 - ネットゥーノ